# Lago (generale)
Lago (in greco antico: Λάγος?, Lágos; fl. IV secolo a.C.) è stato un militare macedone antico, padre del sovrano d'Egitto Tolomeo I ed eponimo della dinastia tolemaica (detta, appunto, anche dinastia lagide).

## Biografia
Lago proveniva da una famiglia modesta e, quando sposò Arsinoe di Macedonia, imparentata con il re Filippo II, la sua posizione deve essersi accresciuta. Lago e Arsinoe vissero prima in Eordia e poi, quando il figlio Tolomeo andò a Pella per essere istruito, probabilmente vi si trasferirono anche loro. Un'altra tradizione vuole che Tolomeo fosse il figlio illegittimo di Arsinoe e Filippo II e che Lago, quando il bambino nacque, l'abbia lasciato a morire, ma che poi Tolomeo venne salvato da un'aquila; tuttavia, questa è considerata solo una leggenda. Lago ebbe anche un altro figlio, Menelao.